# Sparretorn
Sparretorn er en lille hovedgård, som nævnes første gang i 1500, og er en avlsgård under Wedellsborg Gods. Gården ligger i Føns Sogn, Vends Herred, Middelfart Kommune (tidligere Nørre Aaby Kommune). Hovedbygningen var opført i 1888 men er nu nedrevet.
Sparretorn er på 238 hektar

## Ejere af Sparretorn
- (1500-1508) Peder Bille
- (1508-1517) Henrik Knudsen Gyldenstierne
- (1517-1540) Karen Bentsdatter Bille gift Gyldenstierne
- (1540-1562) Mogens Henriksen Gyldenstierne / Knud Henriksen Gyldenstierne / Christopher Henriksen Gyldenstierne
- (1562-1604) Henrik Christophersen Gyldenstierne
- (1604-1610) Gabriel Christophersen Gyldenstierne
- (1610-1622) Niels Henriksen Gyldenstierne
- (1622-1642) Hans Johansen Lindenov
- (1642-1659) Hans Hansen Lindenov
- (1659-1664) Elisabeth Augusta Munk gift Lindenov
- (1664) Christian Urne
- (1664-1666) Hannibal Sehested
- (1666) Christiane Sophie Hannibalsdatter Sehested gift von Wedell
- (1666-1706) Wilhelm Friedrich lensgreve Wedell
- (1706-1708) Hannibal lensgreve Wedell
- (1708-1725) Anne Catharine Christiansdatter Banner gift Wedell
- (1725-1757) Christian Gustav lensgreve Wedell
- (1757-1766) Hannibal lensgreve Wedell
- (1766-1817) Ludvig Frederik lensgreve Wedell
- (1817-1828) Hannibal Wilhelm lensgreve Wedell
- (1828-1882) Carl Wilhelm Adam Sigismund lensgreve Wedell
- (1882-1883) Julius Wilhelm Georg Ferdinand lensgreve Wedell
- (1883-1920) Wilhelm Carl Joachim Ove Casper Bendt lensgreve Wedell
- (1920-1959) Julius Carl Hannibal lensgreve Wedell
- (1959-1982) Charles Bendt Mogens Tido lensgreve Wedell
- (1982-) Bendt Hannibal Tido lensgreve Wedell

|  | Denne artikel om en bygning eller et bygningsværk kan blive bedre, hvis der indsættes et (bedre) billede. Du kan hjælpe ved at afsøge Wikimedia Commons for et passende billede eller lægge et op på Wikimedia Commons med en af de tilladte licenser og indsætte det i artiklen. |

55°25′57″N 9°47′41″Ø / 55.43250°N 9.79472°Ø